# 格蘭杜拉
38°17′N 8°56′W / 38.283°N 8.933°W

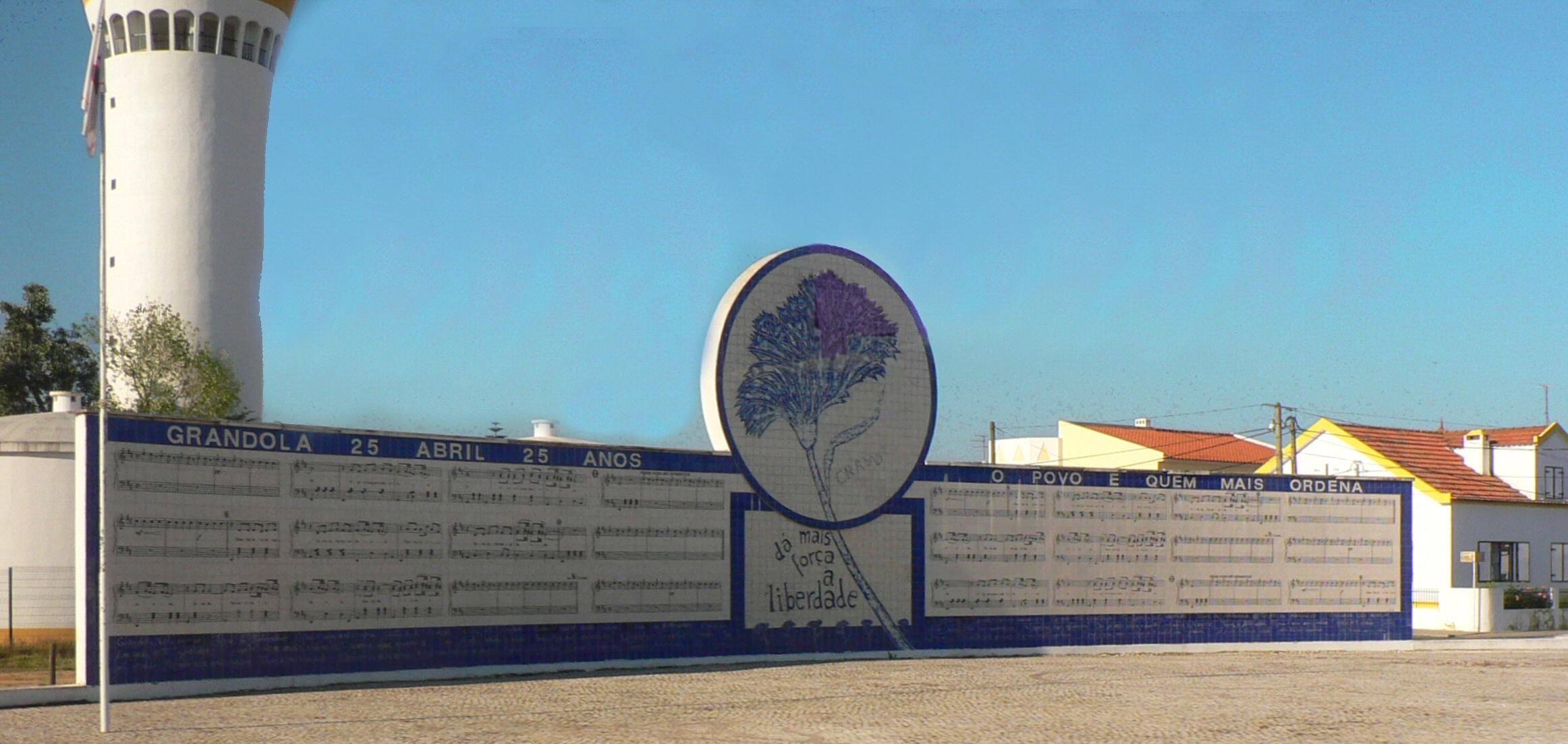

格蘭杜拉（葡萄牙語：Grândola），是葡萄牙的城鎮，位於該國中南部，由塞圖巴爾區負責管轄，始建於1544年，面積825.94平方公里，2011年人口14,826，人口密度每平方公里17.95人。